# Catarama

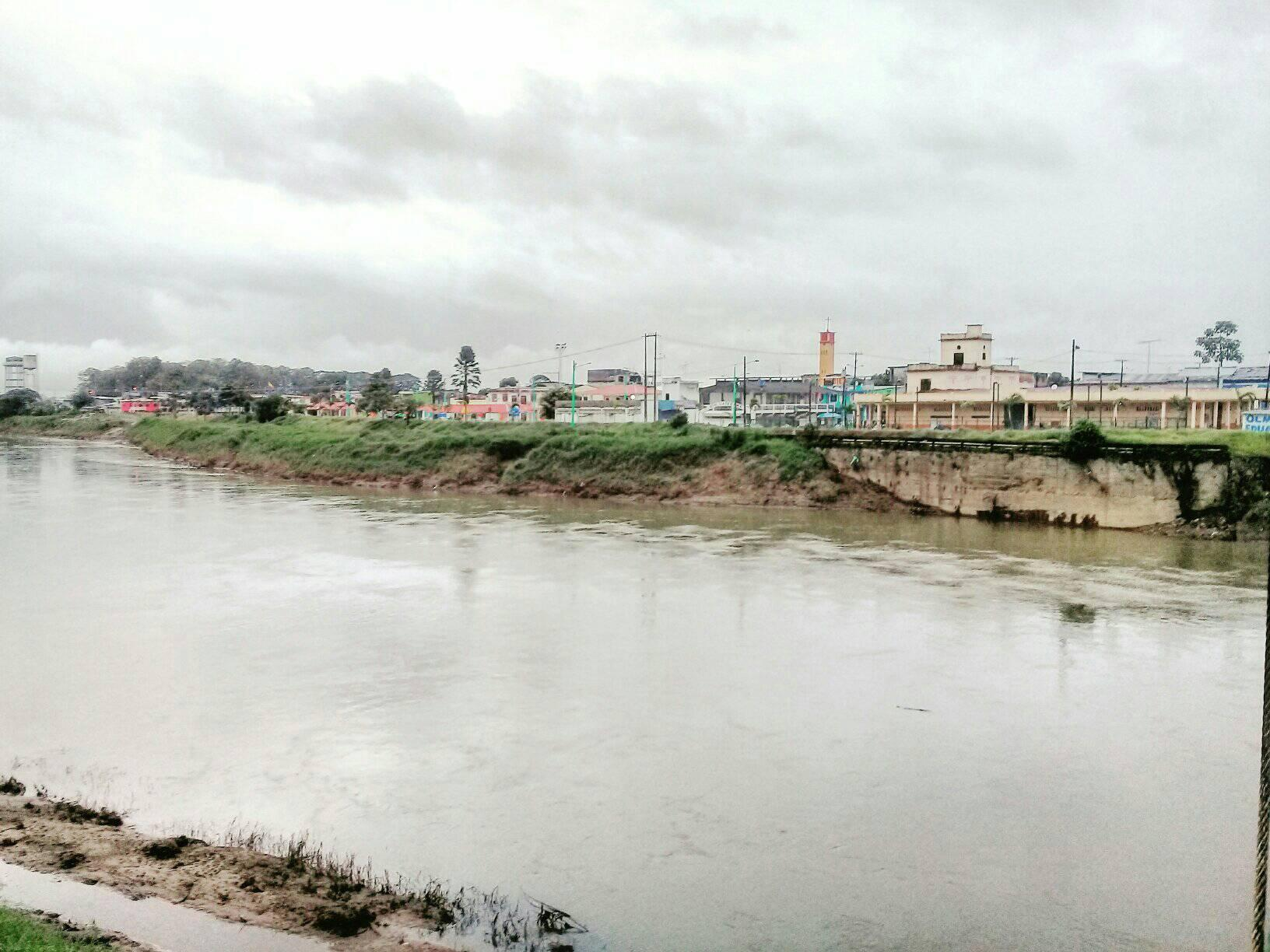
Blick über den Río Catarama auf die Stadt Catarama

Catarama ist eine Kleinstadt und die einzige Parroquia urbana im Kanton Urdaneta der ecuadorianischen Provinz Los Ríos. Die Parroquia besitzt eine Fläche von 48,84 km². Beim Zensus 2010 betrug die Einwohnerzahl der Parroquia 8591. Davon lebten 6240 Einwohner im urbanen Bereich von Catarama.

## Lage
Die Parroquia Catarama liegt in der Tiefebene westlich der Anden. Die Längsausdehnung in Nord-Süd-Richtung beträgt 16 km, die mittlere Breite 3 km. Der Río Catarama fließt entlang der östlichen Verwaltungsgrenze nach Süden. Der 17 m hoch gelegene Hauptort Catarama liegt am Westufer des Río Catarama 26,5 km nordnordöstlich der Provinzhauptstadt Babahoyo. Catarama liegt an der Straße Puebloviejo–Caluma.
Die Parroquia Catarama grenzt im Norden an das Municipio von Ventanas, im Osten an die Parroquia Ricaurte, im äußersten Süden an die Parroquias Caracol und Pimocha (beide im Kanton Babahoyo) sowie im Westen an die Parroquias San Juan und Puebloviejo (beide im Kanton Puebloviejo).

## Geschichte
Die Parroquia Catarama wurde im Juli 1875 eingerichtet. Der Kanton Urdaneta wurde am 6. Oktober 1913 gegründet. Damit wurde Catarama als Parroquia urbana Sitz der Kantonsverwaltung. Bei einem Brand am 30. Dezember 1938 wurden etwa 90 Prozent der Stadt zerstört.